# ایوان ایلیچ (بازیکن فوتبال، زاده ۱۹۷۱)
ایوان ایلیچ (سیریلیک صربی: Иван Илић؛ زادهٔ ۱۴ فوریهٔ ۱۹۷۱) بازیکن فوتبال اهل صربستان بود.
از باشگاه‌هایی که در آن بازی کرده‌است می‌توان به باشگاه فوتبال رویال آنتورپ اشاره کرد.
وی همچنین در تیم ملی فوتبال صربستان و مونته‌نگرو بازی کرده‌است.